# クリム・チュリュモフ
クリム・イヴァノヴィチ・チュリュモフ（ウクライナ語: Клим Іва́нович Чурю́мов; ロシア語: Клим Ива́нович Чурю́мов; Klim Ivanovich Churyumov、1937年2月19日 - 2016年10月14日）は、ムィコラーイウ出身のソビエト連邦、ウクライナの天文学者である。
キエフプラネタリウムの館長、ウクライナ科学アカデミー、国際天文学連合、ニューヨーク科学アカデミーのメンバーで、2006年から2009年まで、"Our Skies" (ウクライナ語: Наше Небо)の編集を務めた。また、ウクライナアマチュア天文学ソサエティの会長も務め、子供向けの多くの本を書いた。
1969年、彼はスヴェトラナ・ゲラシメンコとともに、チュリュモフ・ゲラシメンコ彗星を発見した。この彗星には、2014年11月12日には、ロゼッタミッションでフィラエがその表面への着陸に成功した。

## 生い立ち
彼は、イワン・イワノヴィチ・チュリュモフ(Ivan Ivanivich Churyumov)とアントニナ・ミハイロヴナ・チュリモワ(Antonina Mikhailovna Churyumova)の間の8人の子供の4番目として生まれた。父は、1942年の第二次世界大戦中に死亡宣告された。
1949年、チュリュモフ家はムィコラーイウからキエフに転居した。7年生を終えた後、彼はキエフ鉄道大学に進学し、1955年に良い成績で卒業した。
彼はさらにキエフ大学の物理学部に進学した。3年生時に彼は希望した理論物理学ではなく光学科に配属されてしまった。しかし、彼は理論物理学の聴講を続け、最終的に空員のあった天文学科に移った。
1960年に卒業すると、彼はヤクート自治ソビエト社会主義共和国のティクシ湾にあるpolar geophysical stationに派遣された。ここで彼はオーロラ、地電流、電離圏等について学んだ。
1962年にキエフに戻ると、彼はアーセナルの工場で働き始め、そこでソビエト連邦の軍事、宇宙開発用の光学部品の開発に従事した。
キエフ大学の大学院でSergej Konstantinovich Vsekhsvyatskijに師事して宇宙物理学を修めた後も、彼は大学の天文学部でフェローとして働き続けた。研究の一環として、Lisniki村のキエフ大学の天文台で彗星の観測をしたり、中央アジアの高地やコーカサス、シベリア、沿岸地方、チュクチ半島やカムチャッカ半島での観測を行った。
1969年に大学は、アルマアタ天体物理研究所で周期彗星の観測を行うため、チュリュモフとゲラシメンコを含む3名からなる観測隊を組織した。
1972年、彼は"Studies of comets Ikeyya-Seki (N/1967n), Honda (С/1968), Tago-Sato-Kosaka (C/1969 T1) and new periodic comet Churyumova-Gerasimenko from photographic observations."と題した論文で、博士候補の学位を得た。1993年には、"Evolutionary physical processes in comets."と題した論文で、ロシア宇宙科学研究所で博士の学位を得た。
1998年以降、彼はキエフ大学で教授を務めている。また、2004年1月にはキエフプラネタリウム教育センターの館長に指名された。
2009年にメリット勲章を受章した。
2016年10月13日-14日の夜、ハルキウの病院で死去した。

## 献名・エポニム
- 周期彗星67P/チュリュモフ・ゲラシメンコ彗星
- 非周期彗星C/1986 N1/チュリュモフ・ソロドフニコフ彗星[7]
- 小惑星2627/チュリュモフ[8]
- 小惑星3942/チュリヴァンニア - チュリュモフの兄弟と父の名前に因み、ニコライ・チェルヌイフが発見、命名[9]
- 小惑星6646/チュランタ - チュリュモフの母の名前に因み、エレノア・ヘリンが発見、命名[10]